# Tano Gullo
Tano Gullo, all'anagrafe Gaetano Gullo (Aliminusa, 15 novembre 1950), è un giornalista e saggista italiano.
In parallelo alla professione di giornalista, ha svolto un'attività saggistica concentrata essenzialmente su tre aree tematiche: cultura, politica e mondo contadino. 
Ha anche collaborato con la Rai come autore.

## Biografia
Nel 1974, appena laureato in Sociologia all'Università di Trento, viene assunto all'Ora dal direttore Vittorio Nisticò. Nel quotidiano del pomeriggio di Palermo ricopre poi i ruoli di inviato speciale
 e capocronista.
Nel 1992, alla cessazione delle pubblicazioni de L'Ora, viene chiamato alla direzione del telegiornale di Telecolor, emittente televisiva di Catania tra le più seguite in Sicilia, carica che mantiene per quattro anni. 
Al suo rientro a Palermo, riprende a scrivere per la stampa cartacea come battitore libero nella redazione del dorso siciliano del quotidiano la Repubblica, occupandosi in particolare, anche con inchieste e servizi per l'edizione nazionale, di mafia, cultura e costume.  
Dal 2017 è in pensione.

## Opere
- Il quotidiano dentro la cartella, a cura di Tano Gullo e Marcello Sorgi, Palermo, FNSI – Associazione siciliana della stampa – Regione Siciliana – Assessorato Pubblica Istruzione, 1976.
- (con Lillo Gullo) Aliminusa. Strada, donna, religiosità. Prospettive socio-antropologiche della cultura contadina, Roma, Savelli Editore, 1977.
- (con Andrea Naselli), Leoluca Orlando: il paladino nella Rete: un'intervista lunga cinquecento domande all'enfant terrible della politica italiana che ha sconvolto gli equilibri di potere tra mafia e politica, Roma, Newton Compton, 1991.